# Колон (Салвадор)
Колон (шп. Colón) је град у Салвадору у департману Ла Либертад. Према процени из 2007. у граду је живело 96.989 становника.